# Resolución 84 del Consejo de Seguridad de las Naciones Unidas
La Resolución 84 del Consejo de Seguridad de las Naciones Unidas fue adoptada el 7 de julio de 1950. Habiendo determinado que la invasión de Corea del Sur por fuerzas de Corea del Norte constituía una ruptura de la paz, el Consejo recomendó que los miembros de las Naciones Unidas proporcionen al estado surcoreano la asistencia que sea necesaria para repeler el ataque y restablecer la paz y la seguridad en la zona. El Consejo recomendó además que todos los miembros que proporcionan fuerzas militares y otra asistencia a la República pongan estas fuerzas y asistencia a disposición de un comando unificado bajo los Estados Unidos de América. Luego, el Consejo solicitó que Estados Unidos designara al comandante de dichas fuerzas y autorizó a dicho comandante a usar la bandera de las Naciones Unidas a su discreción en el curso de las operaciones contra las fuerzas norcoreanas. Finalmente, el Consejo solicitó que Estados Unidos le proporcione los informes que correspondan sobre el curso de la acción tomado por el comando unificado.
La resolución fue aprobada con los votos del Reino Unido, la República de China (Taiwán), Cuba, Ecuador, Francia, Noruega y Estados Unidos. Egipto, India y Yugoslavia se abstuvieron. La Unión Soviética, un miembro con poder de veto, estuvo ausente, habiendo estado boicoteando los procedimientos desde enero, en protesta porque la República de China y no la República Popular de China tenía un asiento permanente en el consejo. El presidente del Consejo en ese momento era el noruego Arne Sunde.